# Restrictor
Een restrictor, restrictieset of drosselset is een middel om het vermogen van een verbrandingsmotor terug te brengen.
Meestal gebeurt dat met een plaatje in het inlaatkanaal met een kleinere doorlaat dan de originele inlaatspruitstukken. In Duitsland worden ze op motorfietsen gebruikt vanwege de verzekerings-klassen, in Nederland mogelijk om motorfietsen onder 34 pk rijbewijsgrens te krijgen.